# 小行星6484
小行星6484（6484 Barthibbs）是一颗绕太阳运转的小行星，为主小行星带小行星。该小行星于1990年3月23日发现。

## 轨道参数
小行星6484的轨道半长轴为2.5757313 UA，离心率为0.192。